# Fermín Ruiz Palma
Fermín Ruiz Palma (Gójar, Granada, España, 13 de junio de 1997) es un futbolista español. Juega de lateral izquierdo y su equipo actual es el Marbella Fútbol Club de la Primera Federación de España.

## Trayectoria
Formado en la cantera del Granada, donde llegó a jugar desde los 10 años en el Granada juvenil y el U19 desde sus inicios, formó parte del Linares Deportivo, equipo que lo contrató en calidad de cedido por su buena proyección futbolística. Después pasó al Unión Deportiva Maracena, donde jugó 14 partidos. Permaneció dos temporadas en el Club Polideportivo Ejido donde participó en 20 encuentros.
En la temporada 2019-20 se unió al Unión Deportiva Almería "B". En esa misma temporada ascendió al Unión Deportiva Almería donde debutó con el primer equipo en la Copa del Rey de fútbol 2019-20. A mediados del mes de mayo de 2020 hubo un interés en el jugador de parte de los clubes Granada y Deportivo Alavés, pero finalmente en agosto de ese mismo año decidió quedarse en el Almería. En su primera etapa con el Almería disputó 28 partidos en total: 27 en la Tercera División de España y uno incluido en la Copa del Rey, donde logró marcar 6 goles y jugar más de 2000 minutos. En su siguiente temporada disputó 26 encuentros y anotó 5 goles. En su tercera y última temporada, Ruiz Palma jugó 35 partidos y anotó en 6 oportunidades. En total, contabilizó más de 80 participaciones con el Almería donde consiguió 17 goles, además de ser el capitán del equipo.
En julio de 2022 firmó por el Antequera Club de Fútbol. Durante su primera temporada fue un jugador clave para el ascenso del equipo a la Primera Federación, donde logró disputar 32 encuentros y, en la segunda, después de firmar una extensión de contrato, logró sumar otros 28, para un total de 60 participaciones. Se coronó campeón con el club en la Segunda Federación, en el Grupo IV, en la temporada 2022-23. Ruiz Palma (junto con el plantel), fue recibido por el alcalde Manuel Jesús Barón Ríos, en las instalaciones del estadio municipal El Maulí, donde se realizó un homenaje por el título alcanzado.
En 2024 fue fichado por el Panetolikos, en un contrato de cooperación que en un principio fue establecido por dos años, siendo esta manera su primera experiencia en el extranjero. Disputó su primer partido como profesional en la Superliga de Grecia en enero de 2025 contra el Asteras Trip. El 27 de enero de 2025, el Marbella Fútbol Club anunció la incorporación del jugador en calidad de cedido hasta el final de la temporada.

## Perfil
Se trata de un futbolista polivalente que juega en la demarcación de lateral o de interior izquierdo, aunque puede realizar juego defensivo y ofensivo. Presenta un buen manejo del balón y es un jugador con buena presencia defensiva. Puede alternar esta demarcación con proyecciones en el área medular o central, con el objetivo de crear «mayor fluidez a la circulación de la pelota». Conocido también por sus jugadas ofensivas, donde puede llegar a desplazarce al área rival por las bandas.
Jugador que se caracteriza por su velocidad, proyección ofensiva y contundencia defensiva.

## Estadísticas

### Clubes
| Club                     | País   | Año           |
| ------------------------ | ------ | ------------- |
| Linares Deportivo        | España | 2016-2017     |
| Unión Deportiva Maracena | España | 2016-2017     |
| Berja Club de Fútbol     | España | 2017          |
| Poli El Ejido            | España | 2017-2019     |
| UD Almería               | España | 2019          |
| UD Almería B             | España | 2019-2022     |
| Antequera Club de Fútbol | España | 2022-2024     |
| Panetolikos              | Grecia | 2024-2025     |
| Marbella Fútbol Club     | España | 2025-presente |

### Resumen estadístico
| Categoría                                  | Partidos | Goles |
| ------------------------------------------ | -------- | ----- |
| Superliga de Grecia                        | 1        | 0     |
| Primera Federación                         | 33       | 0     |
| Segunda División B de España               | 20       | 0     |
| Segunda Federación                         | 32       | 1     |
| Tercera División de España                 | 59       | 11    |
| Tercera Federación                         | 32       | 6     |
| Copa del Rey                               | 1        | 0     |
| Copa Federación                            | 2        | 0     |
| Total en su carrera                        | 180      | 18    |
| Estadísticas hasta el 27 de marzo de 2023. |          |       |

## Palmarés

### Títulos nacionales
| Título             | Club                     | País   | Temporada          |
| ------------------ | ------------------------ | ------ | ------------------ |
| Segunda Federación | Antequera Club de Fútbol | España | 2022-23 (Grupo IV) |